# Milán-San Remo 2001
La Milán-San Remo 2001 fue la 92.ª edición de esta clásica ciclista de primavera, disputada el 24 de marzo sobre 287 km, en la que ganó Erik Zabel. Esta fue la cuarta y última victoria en la carrera italiana del ciclista alemán.

## Clasificación final
| Pos. | Ciclista          | Equipo                       | Tiempo     |
| ---- | ----------------- | ---------------------------- | ---------- |
| 1.   | Erik Zabel        | Team Telekom                 | 7h 23' 13" |
| 2.   | Mario Cipollini   | Saeco Macchine per Caffè     | m.t.       |
| 3.   | Romāns Vainšteins | Domo-Farm Frites-Latexco     | m.t.       |
| 4.   | Biagio Conte      | Saeco Macchine per Caffè     | m.t.       |
| 5.   | Paolo Bettini     | Mapei-Quick Step             | m.t.       |
| 6.   | Gabriele Colombo  | Cantina Tollo-Acqua & Sapone | m.t.       |
| 7.   | Gabriele Balducci | Tacconi Sport-Vini Caldirola | m.t.       |
| 8.   | Markus Zberg      | Rabobank                     | m.t.       |
| 9.   | George Hincapie   | US Postal Service            | m.t.       |
| 10.  | Rolf Sörensen     | Csc - Tiscali                | m.t.       |